# Бункер (фільм, 2011)
«Бункер» (ісп. La cara oculta, дослівно укр. Темний бік) — колумбійсько-іспанський трилер режисера Андреса Баєза (був також сценаристом), що вийшов 2011 року. Картина створена на основі історії Артуро Інфанте і Гатема Крайте.
Продюсерами були Андрес Кальдерон, Андрес Фернандо Кальдерон і Крістіан Конті. Вперше фільм продемонстрували 16 вересня 2011 року в Іспанії.
В Україні фільм було показано 29 листопада 2012 року.

## Сюжет
| Офіціантка Фабіана знайомиться з одним з випадкових відвідувачів — Адріаном, що переживає складний період у житті. Між ними спалахує пристрасть. Для дівчини все здається ідеальним: її коханий — палкий красень, диригент оркестру філармонії у Боготі і власник величезного маєтку. Однак незабаром з'являються непередбачувані складнощі. Поліція розслідує таємниче зникнення колишньої нареченої і подруги диригента, а сама дівчина починає відчувати, що в будинку відбувається щось дивне. Сама Фабіана починає сумніватися в почуттях коханого. Намагаючись з'ясувати істину, вона опиняється в небезпечній пастці. |

## У ролях
| Актор             | Персонаж               | Роль |
| ----------------- | ---------------------- | --- |
| Куім Гутьєррес    | Адріан (ісп. Adrián)   | диригент оркестру філармонії |
| Клара Лаґо        | Белен (ісп. Belén)     | подруга Адріана у Вифлиємі |
| Мартіна Ґарсія    | Фабіана (ісп. Fabiana) | офіціантка у барі |
| Александра Стюарт | Емма (ісп. Emma)       | Власниця будинку,який орендували Адріан та Белен.Також єдина,хто знав про секретну кімнату в будинку.Але згодом вона розказала про це Белен. |

## Критика
Фільм отримав загалом позитивні відгуки: Rotten Tomatoes дав оцінку 72% від глядачів із середньою оцінкою 3,7/5 (503 голоси), Internet Movie Database — 7,1/10 (5 047 голосів).